# Station Riom-Châtel-Guyon
Station Riom-Châtel-Guyon is een spoorwegstation in de Franse gemeente Riom.